# Bohemian Rhapsody: The Original Soundtrack
Bohemian Rhapsody: The Original Soundtrack — альбом з саундтреками до однойменного біографічного фільму 2018 року. Альбом містить кілька пісень «Queen» і невидані записи, у тому числі кілька треків з виступу гурту на концерті «Live Aid» 1985 року. Він вийшов на лейблах «Hollywood Records» і «Virgin EMI Records» 19 жовтня 2018 року на CD, касетах і у цифровому форматі. Пізніше альбом вийшов 8 лютого 2019 року у вигляді подвійного вінилового альбому, спеціально створеного в студії «Abbey Road». Також, в День музичних магазинів, 13 квітня 2019 року, вийшло видання альбому з обмеженим тиражем для преси, а також 7-дюймовий кольоровий сингл з оригінальною парою пісень «Bohemian Rhapsody»/«I'm in Love with My Car».

## Передумови
Офіційний альбом з саундтреками «Bohemian Rhapsody: The Original Soundtrack», що містить кілька хітів «Queen» і 11 раніше невипущених записів, у тому числі п'ять треків з їх 21-хвилинного виступу на концерті «Live Aid» в липні 1985 року, які ніколи раніше не випускалися у звуковій формі, вийшов на CD, касеті і у цифрових форматах 19 жовтня 2018 року, а пізніше вийшов на важкому вінилі 8 лютого 2019 року. Лейбл «Hollywood Records» випустив альбом в США і Канаді, у той час як «Virgin EMI Records» займався глобальним випуском.

## Комерційний успіх
У всьому світі альбом займав першу десятку в двадцяти п'яти чартах альбомів протягом 2018/19 року, ставши одним з найпродаваніших альбомів «Queen» майже за 40 років. Він став їх другим австралійським альбомом «номер один» після «A Night at the Opera» у 1976 році. Спочатку він дебютував під номером 22 у американському «Billboard 200» з 24 000 альбомних еквівалентів, що включало 12 000 чистих продажів альбому. Він є сімнадцятим «топ-40» альбомом «Queen» в Сполучених Штатах. На другому тижні альбом піднявся на третє місце як у «Billboard 200», так і у офіційному чарті альбомів Великої Британії, у той час як бокс-сет «Queen» «The Platinum Collection» увійшов до «топ-10» «Billboard 200» того ж тижня, завдяки чому «Queen» вперше випустили два альбоми у «топ-10» США одночасно. Альбом досяг другого місця у «Billboard 200» під час 18-го тижня, ставши другим «великим» альбомом «Queen» в країні. Він отримав платинову сертифікацію в декількох країнах, включаючи Велику Британію, Австралію і Японію.

## Трек-лист
Інформація заснована на примітках з обкладинки альбому
| #     | Назва | Автор                  | Продюсер(и)                                                                         | Тривалість |
| ----- | --- | ---------------------- | ----------------------------------------------------------------------------------- | ---------- |
| 1.    | «20th Century Fox Fanfare» (аранжування: Браян Мей)                                                                                  | Альфред Ньюмен         | Браян Мей Роджер Тейлор Кріс Фредрікссон [a] Джош Макрей [a] Джастін Ширлі-Сміт [a] | 0:25       |
| 2.    | «Somebody to Love» (з A Day at the Races)                                                                                            | Фредді Мерк'юрі        | Queen                                                                               | 4:56       |
| 3.    | «Doing All Right… Revisited» (виконано Smile; з Queen)                                                                               | Браян Мей Тім Стаффелл | Мей Тейлор Фредрікссон [a] Макрей [a] Ширлі-Сміт [a]                                | 3:17       |
| 4.    | «Keep Yourself Alive» (концерт в «Rainbow Theatre», Лондон, неділя 31 березня 1974; з Queen і Live at the Rainbow '74)               | Мей                    | Мей Тейлор Ширлі-Сміт [a] Макрей [a] Фредрікссон [a]                                | 3:56       |
| 5.    | «Killer Queen» (з Sheer Heart Attack)                                                                                                | Мерк'юрі               | Queen Рой Томас Бейкер                                                              | 2:59       |
| 6.    | «Fat Bottomed Girls» (концерт в Парижі, Франція, вівторок 27 лютого 1979; з Jazz)                                                    | Мей                    | Мей Тейлор Ширлі-Сміт [a] Макрей [a] Фредрікссон [a]                                | 4:38       |
| 7.    | «Bohemian Rhapsody» (з A Night at the Opera)                                                                                         | Мерк'юрі               | Queen Бейкер                                                                        | 5:55       |
| 8.    | «Now I'm Here» (концерт в «Hammersmith Odeon», Лондон, середа 24 грудня 1975; з'являється в A Night at the Odeon — Hammersmith 1975) | Мей                    | Мей Тейлор Ширлі-Сміт [a] Макрей [a] Фредрікссон [a]                                | 4:26       |
| 9.    | «Crazy Little Thing Called Love» (з The Game)                                                                                        | Мерк'юрі               | Queen Мак                                                                           | 2:43       |
| 10.   | «Love of My Life» (концерт на фестивалі «Rock in Rio», п'ятниця 18 січня 1985; з A Night at the Opera)                               | Мерк'юрі               | Мей Тейлор Ширлі-Сміт [d] Макрей [d] Фредрікссон [d]                                | 4:29       |
| 11.   | «We Will Rock You» (кіномікс; з News of the World)                                                                                   | Мей                    | Queen Майк Стоун [b] Ширлі-Сміт [c] Макрей [c] Фредрікссон [c]                      | 2:09       |
| 12.   | «Another One Bites the Dust» (з The Game)                                                                                            | Джон Дікон             | Queen Мак                                                                           | 3:35       |
| 13.   | «I Want to Break Free» (з The Works)                                                                                                 | Дікон                  | Queen Мак                                                                           | 3:43       |
| 14.   | «Under Pressure» (виконано Queen і Девідом Бові; з Hot Space)                                                                        | Queen Девід Бові       | Queen Девід Бові                                                                    | 4:04       |
| 15.   | «Who Wants to Live Forever» (з A Kind of Magic)                                                                                      | Мей                    | Queen Девід Річардс                                                                 | 5:15       |
| 16.   | «Bohemian Rhapsody (Reprise)» («Live Aid», стадіон «Вемблі», Лондон, субота 13 липня 1985; з A Night at the Opera)                   | Мерк'юрі               | Мей Тейлор Ширлі-Сміт [d] Макрей [d] Фредрікссон [d]                                | 2:28       |
| 17.   | «Radio Ga Ga» («Live Aid», стадіон «Вемблі», Лондон, субота 13 липня 1985; з The Works)                                              | Роджер Тейлор          | Мей Тейлор Ширлі-Сміт [d] Макрей [d] Фредрікссон [d]                                | 4:06       |
| 18.   | «Ay-Oh» («Live Aid», стадіон «Вемблі», Лондон, субота 13 липня 1985)                                                                 | Мерк'юрі               | Мей Тейлор Ширлі-Сміт [d] Макрей [d] Фредрікссон [d]                                | 0:41       |
| 19.   | «Hammer to Fall» («Live Aid», стадіон «Вемблі», Лондон, субота 13 липня 1985; з The Works)                                           | Мей                    | Мей Тейлор Ширлі-Сміт [d] Макрей [d] Фредрікссон [d]                                | 4:04       |
| 20.   | «We Are the Champions» («Live Aid», стадіон «Вемблі», Лондон, субота 13 липня 1985; з News of the World)                             | Мерк'юрі               | Мей Тейлор Ширлі-Сміт [d] Макрей [d] Фредрікссон [d]                                | 3:57       |
| 21.   | «Don't Stop Me Now… Revisited» (з Jazz)                                                                                              | Мерк'юрі               | Queen Бейкер Ширлі-Сміт [a] Макрей [a] Фредрікссон [a]                              | 3:38       |
| 22.   | «The Show Must Go On» (з Innuendo)                                                                                                   | Queen                  | Queen Річардс                                                                       | 4:32       |
| 79:44 | |                        |                                                                                     |            |

Примітки
- а ↑  означає співпродюсера
- b ↑  означає помічника продюсера
- c ↑  означає додаткового продюсера
- d ↑  означає продюсера мікшування, який створив мікс лише для кінофільму

## Персонал
Основний
- Джон Дікон — бас-гітара (2, 4–22), гітара (12, 13), піаніно (12), синтезатор (13)
- Браян Мей — гітара, вокал (всі треки), синтезатор (15, 22), оркестрове аранжування (15)
- Фредді Мерк'юрі — піаніно, вокал (2, 4–22), гітара (9), орган (14)
- Тім Стаффелл — вокал, бас-гітара (3)
- Роджер Тейлор — ударні, вокал (всі треки)

Додатковий
- Девід Бові — вокал, синтезатор (14)
- Спайк Едні — клавішні, бек-вокал (16–20)
- Майкл Кеймен — оркестрове аранжування (15)
- Фред Мендел — синтезатор (13)
- Національний філармонічний оркестр — струнні інструменти, латунні інструменти та перкусія (15)

## Чарти
| Чарт (2018)                         | Позиція |
| ----------------------------------- | ------- |
| Австралія (ARIA)                    | 1       |
| Австрія (Ö3 Austria)                | 7       |
| Бельгія (Ultratop Flanders)         | 5       |
| Бельгія (Ultratop Wallonia)         | 3       |
| Канада (Billboard)                  | 3       |
| Чехія (ČNS IFPI)                    | 1       |
| Данія (Hitlisten)                   | 11      |
| Нідерланди (Album Top 100)          | 4       |
| Фінляндія (Suomen virallinen lista) | 19      |
| Франція (SNEP)                      | 7       |
| Німеччина (Offizielle Top 100)      | 8       |
| Греція (IFPI)                       | 1       |
| Угорщина (MAHASZ)                   | 10      |
| Ірландія (IRMA)                     | 2       |
| Італія (FIMI)                       | 3       |
| Японія (Oricon)                     | 1       |
| Мексика (AMPROFON)                  | 1       |
| Нова Зеландія (RMNZ)                | 2       |
| Норвегія (VG-lista)                 | 14      |
| Польща (ZPAV)                       | 10      |
| Португалія (AFP)                    | 4       |
| Шотландія (OCC)                     | 4       |
| Південна Корея (Gaon)               | 8       |
| Іспанія (PROMUSICAE)                | 4       |
| Швеція (Sverigetopplistan)          | 21      |
| Швейцарія (Schweizer Hitparade)     | 2       |
| Велика Британія (OCC)               | 3       |
| США (Billboard 200)                 | 2       |
| США (Top Rock Albums ((Billboard))  | 1       |

| Чарт (2018)                     | Позиція |
| ------------------------------- | ------- |
| Австралія (ARIA)                | 5       |
| Австрія (Ö3 Austria)            | 51      |
| Бельгія (Ultratop Flanders)     | 43      |
| Бельгія (Ultratop Wallonia)     | 29      |
| Нідерланди (MegaCharts)         | 68      |
| Ірландія (IRMA)                 | 15      |
| Італія (FIMI)                   | 59      |
| Японія (Oricon)                 | 36      |
| Південна Корея (Gaon)           | 1       |
| Мексика (AMPROFON)              | 10      |
| Нова Зеландія (RMNZ)            | 30      |
| Польща (ZPAV)                   | 39      |
| Швейцарія (Schweizer Hitparade) | 53      |
| Велика Британія (OCC)           | 13      |

## Сертифікації
| Країна                                                                                                | Сертифікація | Продано   |
| --- | ------------ | --------- |
| Австралія (ARIA)                                                                                      | Платина      | 70,000^   |
| Бельгія (BEA)                                                                                         | Золото       | 15,000*   |
| Канада (Music Canada)                                                                                 | Золото       | 40,000^   |
| Данія (IFPI Denmark)                                                                                  | Золото       | 10,000^   |
| Франція (SNEP)                                                                                        | Платина      | 100,000*  |
| Італія (FIMI)                                                                                         | Платина      | 50,000*   |
| Японія (RIAJ)                                                                                         | Платина      | 250,000^  |
| Нова Зеландія (RMNZ)                                                                                  | Платина      | 15,000^   |
| Польща (ZPAV)                                                                                         | Платина      | 20,000*   |
| Іспанія (PROMUSICAE)                                                                                  | Золото       | 20,000^   |
| Південна Корея (Gaon Chart)                                                                           | —            | 40,849    |
| Велика Британія (BPI)                                                                                 | Платина      | 300,000^  |
| США (RIAA)                                                                                            | Золото       | 500,000** |
| *Цифри продажів засновані тільки на сертифікації ^Цифри відвантажень засновані тільки на сертифікації |              |           |